# Philip Mairet
Philip Mairet (* 1886; † 1975) war ein englischer Soziologe, Zeichner, Autor, Übersetzer und Journalist.

## Werke
- An essay on crafts & obedience (1918)
- ABC of Adler's psychology (1928)
- Alfred Adler Problems of Neurosis (1929), Herausgeber
- Aristocracy and the Meaning of Class Rule - An Essay upon Aristocracy Past and Future (1931)
- The Douglas Manual: Being a Recension of Passages from the Works of Major C. H. Douglas, Outlining Social Credit  (Stanley Nott, 1934) Herausgeber
- A. R. Orage: a memoir (1936)
- The Frontier (1951)
- Christian Essays in Psychiatry (1956) editor
- Pioneer of Sociology: The Life and Letters of Patrick Geddes (1957)
- John Middleton Murry (1958)